# Аллісонія (Вірджинія)
Аллісонія (англ. Allisonia) — переписна місцевість (CDP) в США, в окрузі Пуласкі штату Вірджинія. Населення — 111 особа (2020).

## Географія
Аллісонія розташована за координатами 36°56′13″ пн. ш. 80°43′2″ зх. д. / 36.93694° пн. ш. 80.71722° зх. д. (36.936874, -80.717280).  За даними Бюро перепису населення США в 2010 році переписна місцевість мала площу 8,83 км², з яких 8,54 км² — суходіл та 0,29 км² — водойми.

## Демографія
Згідно з переписом 2010 року, у переписній місцевості мешкало 117 осіб у 53 домогосподарствах у складі 32 родин. Густота населення становила 13 особи/км².  Було 107 помешкань (12/км²).
Расовий склад населення:
| - 91,5 % — білих - 6,8 % — чорних або афроамериканців - 0,9 % — корінних американців - 0,9 % — азіатів |

До двох чи більше рас належало 0,0 %. Частка іспаномовних становила 0,0 % від усіх жителів.
За віковим діапазоном населення розподілялося таким чином: 13,7 % — особи молодші 18 років, 70,1 % — особи у віці 18—64 років, 16,2 % — особи у віці 65 років та старші. Медіана віку мешканця становила 52,8 року. На 100 осіб жіночої статі у переписній місцевості припадало 125,0 чоловіків;  на 100 жінок у віці від 18 років та старших — 114,9 чоловіків також старших 18 років.
Цивільне працевлаштоване населення становило 59 осіб. Основні галузі зайнятості: освіта, охорона здоров'я та соціальна допомога — 52,5 %, науковці, спеціалісти, менеджери — 37,3 %, виробництво — 10,2 %.